# Mufidah Abdul Rahman
Mufidah Abdul Rahman (àrab: مفيدة عبد الرحمن)  (Al-Darb al-Ahmar, 20 de gener de 1914 - 3 de setembre de 2002) fou una advocada egípcia, una de les primers dones en exercir l'advocacia en aquest país. Entre els seus principals èxits hi ha ser la primera dona a portar casos davant el Tribunal de Cassació, la primera dona a exercir l'advocacia al Caire, la primera a presentar un cas davant un tribunal militar egipci i la primera a presentar casos davant tribunals al sud d'Egipte.

## Educació
Quan entrà a la Universitat del Caire per estudiar dret el 1935, fou la primera dona casada a inscriure-s'hi, i més tard fou la primera mare a graduar-se en aquesta universitat.

## Treball
Fou elegida per defensar a Doria Shafik davant la cort. Al febrer de 1951, Shafik havia aplegat en secret a 1.500 dones dels dos principals grups feministes d'Egipte (Bint Al-Nil i la Unió Feminista d'Egipte), i organitzaren una marxa que interrompé el parlament quatre hores amb una sèrie de demandes relacionades sobretot amb els drets socioeconòmics de les dones. Quan el cas anà a judici, molts simpatitzants de Bint al-Nil assistiren a la sala del tribunal, i el jutge n'ajornà l'audiència indefinidament.
També en la dècada de 1950, fou defensora en famosos judicis polítics sobre un grup acusat de conspirar contra l'estat. El 1959, fou membre del Parlament pels districtes de Ghouriya i Ezbekiya (tots dos del Caire). Fou diputada durant dèsset anys seguits.
Fou l'única dona membre del Comité per a la modificació de les lleis d'estatus per als musulmans que començà en la dècada de 1960.
També fou membre de la junta de l'Al-Gomhouriya Bank, el Col·legi d'Advocats, el Consell de Sindicats Universitaris, la Conferència Nacional de la Unió Socialista, la Unió Nacional i el Consell de l'Autoritat Postal. Cofundà la Societat de Dones de l'Islam, i en fou presidenta durant uns anys.

## Vida personal
Era mare de nou fills i tenia un matrimoni polígam.